# West Los Angeles
West Los Angeles – dzielnica w zachodniej części Los Angeles. W 2008 roku szacowano liczbę mieszkańców na 4556 osób. Położona w środkowej części Westside. Jej granice wyznaczają w przybliżeniu Santa Monica Boulevard, Pico Boulevard, Sepulveda Boulevard i Beverly Glen Boulevard. Od północnego zachodu graniczy z Westwood, od wschodu z Century City, od zachodu z Sawtelle, od południa z Rancho Park i Cheviot Hills.
West Los Angeles zajmuje obszar dawnego rancza San Vincente y Santa Monica. W początkach XX wieku osadnicy japońscy zakładali tutaj żłobki dziecięce. Dzisiejszy obszar West L.A. został włączony do miasta Sawtelle, w latach 20. został przyłączony do Los Angeles. Architektura rejonu to mieszanka niskich apartamentowców, domów jednorodzinnych oraz wysokościowców.